# Rooms-katholieke begraafplaats Middelburg
De Rooms-katholieke begraafplaats Middelburg is een begraafplaats aan de Walcherseweg in de Zeeuwse hoofdstad Middelburg. De begraafplaats werd in 1886 gesticht. Sinds 1974 worden er geen nieuwe graven gedolven.

## Stichting
Begin januari 1882 werd bekend gemaakt dat pastoor Mes, die afkomstig was uit Middelburg, een stuk land had aangekocht aan de toenmalige Seisweg en dit had geschonken aan de Middelburgse parochie. Aanvankelijk werden de rooms-katholieken begraven op een apart deel van de gemeentelijke begraafplaats, maar de parochie kreeg toestemming van het stadsbestuur om een eigen begraafplaats in beheer te krijgen.
Eind maart 1886 werd begonnen met de aanleg van de begraafplaats door boomkweker Van der Bom uit Oudenbosch. Het terrein, met een oppervlakte van ongeveer 2200 m², werd afgesloten met een smeedijzeren hek. Dankzij een schenking van een Middelburgse familie kon er ook een kapel worden gebouwd. Deze kapel, in gedeeltelijke Dorische stijl ontworpen, werd gebouwd door de firma Miert en zn. met hardgrauwe baksteen en versierd met cementen pilasters en lijsten. In de voorgevel werd een beeld geplaatst van de Heilige Barbara, gemaakt door S.J. Detmar. In de kapel werd een altaar geplaatst met daarachter een sacristie. Het gebouw was vijf meter breed, tien meter lang, en zonder toren zeven en een half meter hoog. De toren, met daarin een klok, was vier meter hoog.
Op 7 juli 1886 werd de begraafplaats ingewijd door deken J.A. Eversteijn, pastoor te Goes. Hierbij werd hij bijgestaan door de pastoors van Middelburg, Vlissingen, Veere, en twee kapelaans uit Middelburg en Vlissingen.

## Graven
Op 24 oktober 1914 werd A. Deldime, een aan zijn verwondingen overleden Belgische militair, op de begraafplaats begraven. Hij is later herbegraven op de Noorderbegraafplaats in Vlissingen.
Na het bombardement op Middelburg van 17 mei 1940 werden enkele civiele en militaire slachtoffers begraven op de begraafplaats, waaronder een Nederlandse, en vijf Franse militairen. De Nederlandse militair is later herbegraven op de algemene begraafplaats en de Franse militairen zijn later herbegraven op het Franse ereveld in Kapelle. Er is voor hen wel een oorlogsmonument opgericht op de Rooms-katholieke begraafplaats.

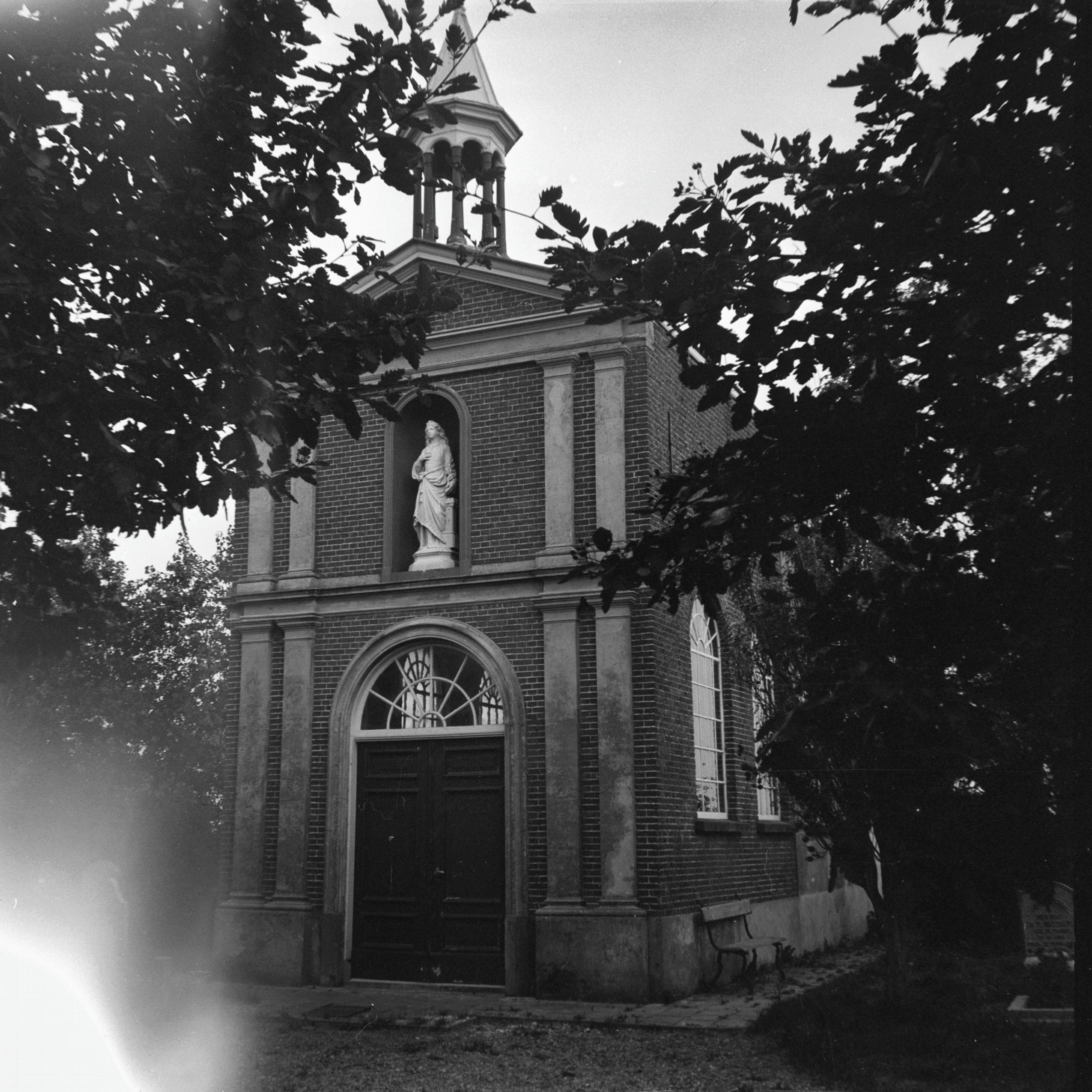
De kapel in 1963.

## Afstoting
In de jaren 80 lukte het de Middelburgse parochie niet meer om de eigen begraafplaats in stand te houden vanwege geldgebrek. In april 1974 werd het college van burgemeester en wethouders verzocht om gemeente de begraafplaats over te laten nemen. Daarop stelde het college voor aan de gemeenteraad om de begraafplaats over te nemen en direct 8000 gulden te investeren in een betere afrastering. Hierbij werd aangetekend dat het niet de bedoeling was om de exploitatie van de begraafplaats voort te zetten. Met verloop van nog bestaande grafrechten zou de begraafplaats op de langere termijn gesloten worden. Daarnaast werd er ook een voornemen geopperd om de begraafplaats uiteindelijk te ruimen. Deze 'uitloopperiode' werd geraamd tot omstreeks 2030.
In februari 1975 stelde het college voor om de erg vervallen kapel op te knappen voor 54.400 gulden om later te herbestemmen als wijkonderkomen voor de gemeentelijke plantsoenendienst. Dit voorstel werd verworpen door de gemeenteraad, met name vanwege de hoge kosten en dat de nieuwe functie te veel zou afwijken van de originele functie waardoor de rust te veel gestoord zou worden. Uiteindelijk werd in mei besloten om de kapel af te breken, gezien de hoge herstelkosten en het feit dat de kapel in haar originele functie niet toekomstbestendig was. De sloopkosten werden geraamd op 7000 gulden. Van de kapel resteert nog enkel het fundament.